# Páteříčkovití
Páteříčkovití (Cantharidae) jsou brouci z nadčeledi Elateroidea, příbuzní čeledi Lampyridae, kterým se vzhledem velmi podobají avšak nemají schopnost ve tmě světélkovat jako světlušky. V česky mluvících zemích se jim říká páteříčci pro tvar těla, který připomíná oblek duchovního, v anglicky mluvících zemích jim říkají Soldier beetle, podle červeně zbarveného obecně hojného páteříčka, který tvarem těla a zbarvením připomíná vojáka červenokabátníka.
Mezi nejběžnější druhy v Česku patří páteříček sněhový a páteříček žlutý.

## Taxonomie
| - Absidia - Absidiella - Asilis - Athemus - Bactrocantharis - Belotus - Caccodes - Cantharis - Cantharus - Chauliognathus - Compsonycha - Cordylocera - Crudosilis - Dichelotarsus - Discodon - Frostia - Hatchiana - Ichthyurus - Kandyosilis - Laemoglyptus - Lycocerus - Malthinellus - Malthinus - Malthodes - Malthomethes - Metacantharis |  | - Microichthyurus - Micropodabrus - Mimopolemius - Neoontelus - Phytononus - Plectonotum - Podabrinus - Podabrus - Podosilis - Polemius - Prosthaptus - Prothemus - Pseudoabsidia - Rhagonycha - Silis - Sogdocantharis - Sphaerarthrum - Symphyomethes - Telephorus - Themus - Troglomethes - Tryphenis - Trypherus - Tylocerus - Tytthonyx |  |  |